# چشمه سرهنگ
چشمه سرهنگ یک روستا در ایران است که در بخش مرکزی شهرستان سمنان واقع شده‌است. چشمه سرهنگ ۱۱ نفر جمعیت دارد.

## جمعیت
این روستا در دهستان حومه قرار دارد و براساس سرشماری مرکز آمار ایران در سال ۱۳۸۵، جمعیت آن ۱۱ نفر (۴ خانوار) بوده‌است.